# Welbeck
Welbeck – wieś w Anglii, w hrabstwie Nottinghamshire. Leży 35 km na północ od miasta Nottingham i 208 km na północ od Londynu.